# 世紀の謎 空飛ぶ円盤地球を襲撃す
『世紀の謎 空飛ぶ円盤地球を襲撃す』（せいきのなぞ　そらとぶえんばんちきゅうをしゅうげきす、Earth vs. the Flying Saucers）は、1956年に製作されたアメリカ合衆国のSF映画。
本作はUFO研究家であるドナルド・キーホーの著述を元にした侵略ものである。
モノクロームだが、近年、カラーライズ版が作られ、両方を同時収録したDVDもリリースされている。

## ストーリー
科学者のラッセル・マーヴィン博士は、アメリカの宇宙開発計画である"スカイフック計画"の責任者であり、すでに既に10基の観測衛星を打ち上げていた。ある日彼は妻のキャロルと二人で仕事場へ車で向かう途中、空飛ぶ円盤が頭上に現れる。円盤の音を録音したテープ以外に遭遇の証拠が無いため、マーヴィン博士はこのことを上司に報告することを躊躇う。彼は、キャロルの父であるハンリー将軍は、打ち上げられた衛星の多くがその後地球に落下したことをマーヴィンに伝える。マーヴィンはそれらの全てと交信が出来なくなっていることを認め、宇宙人の関与を秘かに疑っている。その後マーヴィン夫妻は、衛星の11号機が発射直後に空から落下するのを目撃する。
翌日、空飛ぶ円盤がスカイフックの本部に着陸し、金属製のスーツを着たエイリアンのグループが出て来る。本部の建物に近付いたエイリアン1人を警備兵が発砲して殺害するが、円盤とバリアの内側に留まった他のエイリアンは無傷であった。エイリアンはマーヴィン夫妻以外の施設内の全員を殺害する。ハンリー将軍は捕らえられ、円盤の中に連行される。録音されたエイリアンのメッセージを解読した結果、エイリアンたちはマーヴィン博士と面会するためにスカイフック本部を訪れていたことが判明する。
マーヴィンは無線でエイリアンたちに連絡を取り、彼らに会うために秘かにホテルから抜け出し、キャロルと監視役のハグリン少佐も後に続く。彼ら3人及び彼らをオートバイで追跡していた警官は円盤に乗せられ、エイリアンがハンリー将軍の脳から直接知識を抽出したことを知る。エイリアンたちは、破壊された自分たちの太陽系から逃れてきた種族の最後の生き残りであると説明する。彼らは非常に高齢であり、防護服だけで命を保っている。彼らは打ち上げられた人工衛星が兵器ではないかと恐れ、全て撃墜したのである。彼らの力の証拠としてエイリアンはマーヴィン博士に、彼らの円盤に向けて砲撃し、その後エイリアンによって撃沈された米海軍の駆逐艦の位置を示す。エイリアンの冷酷な性質にキャロルは恐れ慄き、警官はマーヴィンが止めようとしたにも拘わらず、拳銃を抜いてエイリアンに発砲した。エイリアンは警官をハンリー将軍と同様に、脳から知識を取り去ってしまう。エイリアンは「ハンリー将軍と警官を何れは返還する」と言う。エイリアンとの遣り取りが続くに連れ、キャロルは益々、理性を失っていくが、マービンは冷静さを保とうと努める。エイリアンは、「地球の占領について交渉するため、56日以内にワシントンD.C.で世界の指導者たちと会談したい」というメッセージと共にハグリン少佐とマーヴィン夫妻を釈放する。
マーヴィン博士のその後の分析により、エイリアンの防護服は凝固した電気で出来ており、エイリアンの聴覚を強めていることが判明する。マーヴィンは空飛ぶ円盤への対抗兵器を開発し、円盤の1つに対してそれをテストし成功する。エイリアンは逃げる途中、ハンリー将軍と警官を円盤から放り出し、2人は転落死してしまう。その後、複数の円盤がワシントン、パリ、ロンドン、モスクワを攻撃し、通常兵器では歯が立たないことが判明する。しかし、円盤はマーヴィン博士が開発した音響兵器によって墜落し破壊される。また、エイリアンが円盤のバリアの外にいる場合、小火器による銃撃で簡単に殺害出来るということも判明する。円盤の全てを破壊し、その後の脅威も予見されない状況となり、スカイフック計画は再開され、マーヴィン博士が再び責任者に任命される。

## キャスト
※括弧内はTV版吹替キャスト、初回放送日不明
- マービン博士： ヒュー・マーロウ（金内吉男）
- キャロル：ジョーン・テイラー（富永美沙子）
- ハグリン少佐：ドナルド・カーティス（高塔正翁）
- ハンリー元帥：モリス・アンクラム（相模武）
- 異星人（声）：ポール・フリーズ

## スタッフ
- 監督：フレッド・F・シアーズ
- 製作：サム・カッツマン
- 製作総指揮：チャールズ・H・シニア
- 原作：カート・シオドマク
- 脚本：ジョージ・ワーシング・イエーツ、レイモンド・T・マーカス
- 製作：チャールズ・H・シニア
- 撮影：フレッド・ジャックマン・Jr
- 特殊効果：レイ・ハリーハウゼン
- 音楽：ミッシャ・バカライニコフ